# Erik Hoftun
Erik Hoftun (Kyrksæterøra, 3 marzo 1969) è un dirigente sportivo ed ex calciatore norvegese, di ruolo difensore.

## Caratteristiche tecniche
Hoftun era un difensore veloce, di stampo classico. Aveva anche delle notevoli qualità offensive, da libero, con cui spesso innescava le ripartenze delle sue squadre.

## Carriera

### Giocatore

#### Club

##### KIL/Hemne e Molde
Cominciò la carriera con la maglia del KIL/Hemne, formazione militante nelle serie inferiori del campionato norvegese. Fu poi ingaggiato dal Molde, club dell'Eliteserien. Esordì nella massima divisione in data 26 aprile 1992, schierato titolare nella vittoria per 1-0 sul Tromsø. Il 23 agosto successivo arrivò la sua prima rete, nel successo per 4-1 sullo HamKam. Il 5 settembre 1993 realizzò una quaterna nella vittoria casalinga per 6-3 sul Lyn Oslo. Nel biennio in cui vi rimase in forza, giocò tutti gli incontri di campionato disputati dal Molde. A seguito della retrocessione del 1993, però, lasciò la squadra.

##### Rosenborg
Hoftun si accordò allora con il Rosenborg, formazione rivale del Molde. L'allenatore Nils Arne Eggen, infatti, vide in lui il sostituto di Rune Tangen. Il 17 aprile 1994 arrivò il suo debutto con questa casacca, in occasione della vittoria per 2-0 sullo Start. Il 12 maggio successivo, siglò il primo gol: contribuì così al successo per 1-2 sul campo del Bodø/Glimt. Nella stessa stagione, arrivò il primo titolo nazionale della sua carriera: ne seguiranno altri dieci consecutivi, tutti con il Rosenborg. Fu protagonista di molte annate positive per la squadra, che gli portarono anche sei riconoscimenti come miglior difensore del campionato. Per questo, mentre i suoi compagni di reparto cambiavano continuamente, Hoftun rimaneva fuori discussione. Gli ultimi mesi in squadra furono però i più difficili della sua carriera, poiché finì spesso in panchina. Per questo, perse la fascia da capitano, che portava dal 1999.

##### Bodø/Glimt
La volontà di tornare a giocare con regolarità lo portò ad accettare un trasferimento al Bodø/Glimt. Oltre ad un ruolo attivo in campo, ebbe anche un incarico amministrativo. Il 24 luglio 2005 disputò il primo incontro in squadra, nella sconfitta casalinga per 0-3 contro il Viking. Giocò 13 partite in quello scorcio di stagione, ma non riuscì a salvare il club dalla retrocessione. Rimase in forza al Bodø/Glimt per le successive due annate, contribuendo alla promozione del campionato 2007 (attraverso le qualificazioni all'Eliteserien). Si ritirò dall'attività agonistica alla fine del 2007.

#### Nazionale
Hoftun è uno dei pochi calciatori norvegesi ad aver giocato per la Nazionale maggiore senza mai essere passato per le selezioni giovanili. Ricevette la prima convocazione nel 1997, in occasione di un torneo amichevole in Australia che avrebbe visto soltanto la partecipazione di calciatori militanti nel campionato norvegese. Esordì così il 25 gennaio 1997, schierato titolare nella sconfitta per 1-0 contro l'Australia. Rimase comunque la quarta scelta per la Nazionale, alle spalle di Ronny Johnsen, Henning Berg e Dan Eggen. Fu comunque convocato per il campionato del mondo 1998, ma non giocò neanche un minuto. Doveva partecipare anche al campionato d'Europa 2000, ma a causa di un infortunio fu costretto a saltare la competizione. Nel 2002 annunciò il suo ritiro dal calcio internazionale. Totalizzò 30 presenze, senza mai andare in rete.

### Dopo il ritiro
Una volta ritiratosi dal mondo del calcio, Hoftun fece ritorno al Rosenborg, in veste da dirigente.

## Statistiche

### Presenze e reti nei club
| Stagione          | Club              | Campionato        | Campionato | Campionato | Coppe nazionali | Coppe nazionali | Coppe nazionali | Coppe continentali | Coppe continentali | Coppe continentali | Supercoppe | Supercoppe | Supercoppe | Totale | Totale |
| Stagione          | Club              | Comp              | Pres       | Reti       | Comp            | Pres            | Reti            | Comp               | Pres               | Reti               | Comp       | Pres       | Reti       | Pres   | Reti   |
| ----------------- | ----------------- | ----------------- | ---------- | ---------- | --------------- | --------------- | --------------- | ------------------ | ------------------ | ------------------ | ---------- | ---------- | ---------- | ------ | ------ |
| 1988              | KIL/Hemne         | 4D                | 23         | 3          | CN              | ?               | ?               | -                  | -                  | -                  | -          | -          | -          | 23+    | 3+     |
| 1989              | KIL/Hemne         | 3D                | 21         | 3          | CN              | ?               | ?               | -                  | -                  | -                  | -          | -          | -          | 21+    | 3+     |
| 1990              | KIL/Hemne         | 3D                | 24         | 6          | CN              | ?               | ?               | -                  | -                  | -                  | -          | -          | -          | 24+    | 6+     |
| 1991              | KIL/Hemne         | 2D                | 22         | 2          | CN              | ?               | ?               | -                  | -                  | -                  | -          | -          | -          | 22+    | 2+     |
| Totale KIL/Hemne  | Totale KIL/Hemne  | Totale KIL/Hemne  | 90         | 14         |                 | ?               | ?               |                    | -                  | -                  |            | -          | -          | 90+    | 14+    |
| 1992              | Molde             | ES                | 22         | 1          | CN              | 1+              | 0               | -                  | -                  | -                  | -          | -          | -          | 23+    | 1      |
| 1993              | Molde             | ES                | 22+2       | 4+0        | CN              | 4               | 0               | -                  | -                  | -                  | -          | -          | -          | 28     | 4      |
| Totale Molde      | Totale Molde      | Totale Molde      | 44+2       | 5+0        |                 | 5+              | 0               |                    | -                  | -                  |            | -          | -          | 51+    | 5      |
| 1994              | Rosenborg         | ES                | 21         | 3          | CN              | 7               | 1               | CU                 | 4                  | 0                  | -          | -          | -          | 32     | 4      |
| 1995              | Rosenborg         | ES                | 26         | 0          | CN              | 10              | 2               | UCL                | 8                  | 1                  | -          | -          | -          | 44     | 3      |
| 1996              | Rosenborg         | ES                | 26         | 0          | CN              | 4               | 0               | UCL                | 8                  | 0                  | -          | -          | -          | 38     | 0      |
| 1997              | Rosenborg         | ES                | 26         | 2          | CN              | 5               | 0               | UCL+UCL            | 2+8                | 0                  | -          | -          | -          | 41     | 2      |
| 1998              | Rosenborg         | ES                | 23         | 2          | CN              | 5               | 0               | UCL                | 8                  | 0                  | -          | -          | -          | 36     | 2      |
| 1999              | Rosenborg         | ES                | 26         | 1          | CN              | 7               | 3               | UCL                | 8                  | 0                  | -          | -          | -          | 41     | 4      |
| 2000              | Rosenborg         | ES                | 22         | 2          | CN              | 1               | 0               | UCL+UCL+CU         | 3+9+2              | 0                  | -          | -          | -          | 37     | 2      |
| 2001              | Rosenborg         | ES                | 24         | 1          | CN              | 3               | 0               | UCL                | 8                  | 0                  | -          | -          | -          | 35     | 1      |
| 2002              | Rosenborg         | ES                | 25         | 2          | CN              | 4               | 4               | UCL                | 8                  | 0                  | -          | -          | -          | 37     | 6      |
| 2003              | Rosenborg         | ES                | 24         | 0          | CN              | 6               | 0               | UCL+CU             | 4+3                | 0+1                | -          | -          | -          | 37     | 1      |
| 2004              | Rosenborg         | ES                | 26         | 0          | CN              | 5               | 1               | CU+UCL             | 2+10               | 0+1                | RL         | 3          | 0          | 46     | 2      |
| gen.-lug. 2005    | Rosenborg         | ES                | 10         | 1          | CN              | 3               | 1               | UCL                | -                  | -                  | RL         | 5          | 0          | 18     | 2      |
| Totale Rosenborg  | Totale Rosenborg  | Totale Rosenborg  | 279        | 14         |                 | 60              | 12              |                    | 95                 | 3                  |            | 8          | 0          | 442    | 29     |
| lug.-dic. 2005    | Bodø/Glimt        | ES                | 13         | 0          | CN              | -               | -               | -                  | -                  | -                  | -          | -          | -          | 13     | 0      |
| 2006              | Bodø/Glimt        | 1D                | 16         | 1          | CN              | 1               | 0               | -                  | -                  | -                  | -          | -          | -          | 17     | 1      |
| 2007              | Bodø/Glimt        | 1D                | 27+2       | 1+0        | CN              | 1               | 0               | -                  | -                  | -                  | -          | -          | -          | 30     | 1      |
| Totale Bodø/Glimt | Totale Bodø/Glimt | Totale Bodø/Glimt | 56+2       | 2+0        |                 | 2               | 0               |                    | -                  | -                  |            | -          | -          | 60     | 2      |
| Totale            | Totale            | Totale            | 469+4      | 35+0       |                 | 67+             | 12+             |                    | 95                 | 3                  |            | 8          | 0          | 643+   | 50+    |

### Cronologia presenze e reti in nazionale
| Cronologia completa delle presenze e delle reti in nazionale ― Norvegia | Cronologia completa delle presenze e delle reti in nazionale ― Norvegia | Cronologia completa delle presenze e delle reti in nazionale ― Norvegia | Cronologia completa delle presenze e delle reti in nazionale ― Norvegia | Cronologia completa delle presenze e delle reti in nazionale ― Norvegia | Cronologia completa delle presenze e delle reti in nazionale ― Norvegia | Cronologia completa delle presenze e delle reti in nazionale ― Norvegia | Cronologia completa delle presenze e delle reti in nazionale ― Norvegia |
| Data                                                                    | Città                                                                   | In casa                                                                 | Risultato                                                               | Ospiti                                                                  | Competizione                                                            | Reti                                                                    | Note                                                                    |
| ----------------------------------------------------------------------- | ----------------------------------------------------------------------- | ----------------------------------------------------------------------- | ----------------------------------------------------------------------- | ----------------------------------------------------------------------- | ----------------------------------------------------------------------- | ----------------------------------------------------------------------- | ----------------------------------------------------------------------- |
| 25-1-1997                                                               | Sydney                                                                  | Australia                                                               | 1 – 0                                                                   | Norvegia                                                                | Amichevole                                                              | -                                                                       |                                                                         |
| 8-10-1997                                                               | Oslo                                                                    | Norvegia                                                                | 0 – 0                                                                   | Colombia                                                                | Amichevole                                                              | -                                                                       |                                                                         |
| 25-3-1998                                                               | Bruxelles                                                               | Belgio                                                                  | 2 – 2                                                                   | Norvegia                                                                | Amichevole                                                              | -                                                                       |                                                                         |
| 27-5-1998                                                               | Molde                                                                   | Norvegia                                                                | 6 – 0                                                                   | Arabia Saudita                                                          | Amichevole                                                              | -                                                                       |                                                                         |
| 19-8-1998                                                               | Oslo                                                                    | Norvegia                                                                | 0 – 0                                                                   | Romania                                                                 | Amichevole                                                              | -                                                                       |                                                                         |
| 6-9-1998                                                                | Oslo                                                                    | Norvegia                                                                | 1 – 3                                                                   | Lettonia                                                                | Qual. Euro 2000                                                         | -                                                                       |                                                                         |
| 10-10-1998                                                              | Lubiana                                                                 | Slovenia                                                                | 1 – 2                                                                   | Norvegia                                                                | Qual. Euro 2000                                                         | -                                                                       |                                                                         |
| 14-10-1998                                                              | Oslo                                                                    | Norvegia                                                                | 2 – 2                                                                   | Albania                                                                 | Qual. Euro 2000                                                         | -                                                                       |                                                                         |
| 18-11-1998                                                              | Il Cairo                                                                | Egitto                                                                  | 1 – 1                                                                   | Norvegia                                                                | Amichevole                                                              | -                                                                       |                                                                         |
| 20-1-1999                                                               | Tel Aviv                                                                | Israele                                                                 | 1 – 0                                                                   | Norvegia                                                                | Amichevole                                                              | -                                                                       |                                                                         |
| 22-1-1999                                                               | Umm al-Fahm                                                             | Estonia                                                                 | 3 – 3                                                                   | Norvegia                                                                | Amichevole                                                              | -                                                                       |                                                                         |
| 28-4-1999                                                               | Tbilisi                                                                 | Georgia                                                                 | 1 – 4                                                                   | Norvegia                                                                | Qual. Euro 2000                                                         | -                                                                       |                                                                         |
| 20-5-1999                                                               | Oslo                                                                    | Norvegia                                                                | 6 – 0                                                                   | Giamaica                                                                | Amichevole                                                              | -                                                                       |                                                                         |
| 30-5-1999                                                               | Oslo                                                                    | Norvegia                                                                | 1 – 0                                                                   | Georgia                                                                 | Qual. Euro 2000                                                         | -                                                                       |                                                                         |
| 5-6-1999                                                                | Tirana                                                                  | Albania                                                                 | 1 – 2                                                                   | Norvegia                                                                | Qual. Euro 2000                                                         | -                                                                       |                                                                         |
| 18-8-1999                                                               | Oslo                                                                    | Norvegia                                                                | 1 – 0                                                                   | Lituania                                                                | Amichevole                                                              | -                                                                       |                                                                         |
| 4-9-1999                                                                | Oslo                                                                    | Norvegia                                                                | 1 – 0                                                                   | Grecia                                                                  | Qual. Euro 2000                                                         | -                                                                       |                                                                         |
| 8-9-1999                                                                | Oslo                                                                    | Norvegia                                                                | 4 – 0                                                                   | Slovenia                                                                | Qual. Euro 2000                                                         | -                                                                       |                                                                         |
| 9-10-1999                                                               | Riga                                                                    | Lettonia                                                                | 1 – 2                                                                   | Norvegia                                                                | Qual. Euro 2000                                                         | -                                                                       |                                                                         |
| 14-11-1999                                                              | Oslo                                                                    | Norvegia                                                                | 0 – 1                                                                   | Germania                                                                | Amichevole                                                              | -                                                                       |                                                                         |
| 29-3-2000                                                               | Lugano                                                                  | Svizzera                                                                | 2 – 2                                                                   | Norvegia                                                                | Amichevole                                                              | -                                                                       |                                                                         |
| 26-4-2000                                                               | Oslo                                                                    | Norvegia                                                                | 0 – 2                                                                   | Belgio                                                                  | Amichevole                                                              | -                                                                       |                                                                         |
| 16-8-2000                                                               | Helsinki                                                                | Finlandia                                                               | 1 – 3                                                                   | Norvegia                                                                | Amichevole                                                              | -                                                                       |                                                                         |
| 2-9-2000                                                                | Oslo                                                                    | Norvegia                                                                | 0 – 0                                                                   | Armenia                                                                 | Qual. Mondiali 2002                                                     | -                                                                       |                                                                         |
| 25-4-2001                                                               | Oslo                                                                    | Norvegia                                                                | 2 – 1                                                                   | Bulgaria                                                                | Amichevole                                                              | -                                                                       |                                                                         |
| 2-6-2001                                                                | Kiev                                                                    | Ucraina                                                                 | 0 – 0                                                                   | Norvegia                                                                | Qual. Mondiali 2002                                                     | -                                                                       |                                                                         |
| 6-6-2001                                                                | Oslo                                                                    | Norvegia                                                                | 1 – 1                                                                   | Bielorussia                                                             | Qual. Mondiali 2002                                                     | -                                                                       |                                                                         |
| 15-8-2001                                                               | Oslo                                                                    | Norvegia                                                                | 1 – 1                                                                   | Turchia                                                                 | Amichevole                                                              | -                                                                       |                                                                         |
| 27-3-2002                                                               | Tunisi                                                                  | Tunisia                                                                 | 0 – 0                                                                   | Norvegia                                                                | Amichevole                                                              | -                                                                       |                                                                         |
| 17-4-2002                                                               | Oslo                                                                    | Norvegia                                                                | 0 – 0                                                                   | Svezia                                                                  | Amichevole                                                              | -                                                                       |                                                                         |
| Totale                                                                  |                                                                         | Presenze                                                                | 30                                                                      |                                                                         | Reti                                                                    | 0                                                                       |                                                                         |

## Palmarès

### Club
- Campionato norvegese: 11

Rosenborg: 1994, 1995, 1996, 1997, 1998, 1999, 2000, 2001, 2002, 2003, 2004
- Coppa di Norvegia: 3

Rosenborg: 1995, 1999, 2003

### Individuale
- Difensore dell'anno del campionato norvegese: 6

1995, 1996, 1997, 1998, 1999, 2000